# Eric (piłkarz)
Eric de Oliveira, właśc. Eric de Oliveira Pereira (ur. 5 grudnia 1985 w Nova Iguaçu) – brazylijski piłkarz, grający na pozycji ofensywnego pomocnika.

## Kariera klubowa
Rozpoczął karierę piłkarską w klubie Centro de Futebol Zico de Brasília. W sezonie 2004/05 bronił barw meksykańskiego Alacranes de Durango. Potem występował w klubach Paraná Clube i Metropolitano. W 2007 został wypożyczony do rumuńskiego klubu Gaz Metan Mediaș. Na początku stycznia 2011 roku pojawiła się informacją o przejściu do Karpat Lwów, jednak klub zaprzeczył o tym. Dopiero na początku września 2011 roku został piłkarzem Karpat Lwów. Po zakończeniu sezonu 2011/12 opuścił lwowski klub.